# 소문난 여자 (영화)
"소문난 여자"는 1966년 공개된 대한민국의 영화이다.

## 배역
- 신성일
- 고은아
- 김승호
- 박암
- 남석훈
- 차유미
- 전계현